# Yangpyeong
Yangpyeong (Hán-Việt: Dương Bình) là một quận ở đạo (tỉnh) Gyeonggi, Hàn Quốc. Quận này có diện tích 878,21 km², dân số năm 2003 là 83.367 người.
Yangpyeong gồm làng Jipyeong, là một chiến trường trong chiến tranh Triều Tiên.

## Khí hậu
| Dữ liệu khí hậu của Yangpyeong (1981–2010) | Dữ liệu khí hậu của Yangpyeong (1981–2010) | Dữ liệu khí hậu của Yangpyeong (1981–2010) | Dữ liệu khí hậu của Yangpyeong (1981–2010) | Dữ liệu khí hậu của Yangpyeong (1981–2010) | Dữ liệu khí hậu của Yangpyeong (1981–2010) | Dữ liệu khí hậu của Yangpyeong (1981–2010) | Dữ liệu khí hậu của Yangpyeong (1981–2010) | Dữ liệu khí hậu của Yangpyeong (1981–2010) | Dữ liệu khí hậu của Yangpyeong (1981–2010) | Dữ liệu khí hậu của Yangpyeong (1981–2010) | Dữ liệu khí hậu của Yangpyeong (1981–2010) | Dữ liệu khí hậu của Yangpyeong (1981–2010) | Dữ liệu khí hậu của Yangpyeong (1981–2010) |
| Tháng                                      | 1                                          | 2                                          | 3                                          | 4                                          | 5                                          | 6                                          | 7                                          | 8                                          | 9                                          | 10                                         | 11                                         | 12                                         | Năm                                        |
| ------------------------------------------ | ------------------------------------------ | ------------------------------------------ | ------------------------------------------ | ------------------------------------------ | ------------------------------------------ | ------------------------------------------ | ------------------------------------------ | ------------------------------------------ | ------------------------------------------ | ------------------------------------------ | ------------------------------------------ | ------------------------------------------ | ------------------------------------------ |
| Trung bình ngày tối đa °C (°F)             | 2.3 (36.1)                                 | 5.8 (42.4)                                 | 11.7 (53.1)                                | 19.2 (66.6)                                | 24.4 (75.9)                                | 28.1 (82.6)                                | 29.4 (84.9)                                | 30.2 (86.4)                                | 26.4 (79.5)                                | 20.3 (68.5)                                | 11.8 (53.2)                                | 4.6 (40.3)                                 | 17.9 (64.2)                                |
| Trung bình ngày °C (°F)                    | −3.4 (25.9)                                | −0.4 (31.3)                                | 5.2 (41.4)                                 | 12.1 (53.8)                                | 17.6 (63.7)                                | 22.1 (71.8)                                | 24.7 (76.5)                                | 25.0 (77.0)                                | 20.3 (68.5)                                | 13.1 (55.6)                                | 5.6 (42.1)                                 | −1.1 (30.0)                                | 11.7 (53.1)                                |
| Tối thiểu trung bình ngày °C (°F)          | −8.5 (16.7)                                | −6.0 (21.2)                                | −0.8 (30.6)                                | 5.2 (41.4)                                 | 11.3 (52.3)                                | 16.8 (62.2)                                | 21.0 (69.8)                                | 21.2 (70.2)                                | 15.7 (60.3)                                | 7.8 (46.0)                                 | 0.4 (32.7)                                 | −5.9 (21.4)                                | 6.5 (43.7)                                 |
| Lượng Giáng thủy trung bình mm (inches)    | 20.6 (0.81)                                | 27.5 (1.08)                                | 45.1 (1.78)                                | 71.8 (2.83)                                | 101.9 (4.01)                               | 155.7 (6.13)                               | 429.4 (16.91)                              | 350.0 (13.78)                              | 180.8 (7.12)                               | 41.4 (1.63)                                | 37.8 (1.49)                                | 16.6 (0.65)                                | 1.478,6 (58.21)                            |
| Số ngày giáng thủy trung bình (≥ 0.1 mm)   | 6.5                                        | 5.0                                        | 7.2                                        | 7.5                                        | 8.3                                        | 9.7                                        | 14.8                                       | 15.3                                       | 8.3                                        | 5.8                                        | 6.9                                        | 6.3                                        | 101.6                                      |
| Độ ẩm tương đối trung bình (%)             | 66.5                                       | 61.8                                       | 59.3                                       | 57.3                                       | 65.1                                       | 70.5                                       | 78.9                                       | 78.9                                       | 77.0                                       | 74.9                                       | 70.4                                       | 68.4                                       | 69.1                                       |
| Số giờ nắng trung bình tháng               | 172.6                                      | 175.2                                      | 208.5                                      | 215.4                                      | 232.6                                      | 208.0                                      | 163.1                                      | 184.9                                      | 187.3                                      | 198.6                                      | 159.7                                      | 164.9                                      | 2.291                                      |
| Nguồn: Cục Quản lý khí tượng Hàn Quốc      |                                            |                                            |                                            |                                            |                                            |                                            |                                            |                                            |                                            |                                            |                                            |                                            |                                            |

## Đơn vị kết nghĩa
- Gangbuk-gu, Hàn Quốc